# إلدوربك سويونوف
إلدوربك سويونوف ((بالإنجليزية: Eldorbek Suyunov) مواليد 12 أبريل 1991) لاعب كرة قدم أوزبكستاني. يجيد اللعب في مركز حراسة المرمى مع منتخب أوزبكستان الوطني و نادي نسف قرشي في الدوري الأوزبكي الممتاز.

## ألقاب شرفية

### جماعي
نسف قرشي
- كأس الاتحاد الآسيوي (1): 2011

## روابط خارجية
- إلدوربك سويونوف على موقع قاعدة بيانات كرة القدم.إي يو (الإنجليزية)
- إلدوربك سويونوف على موقع ناشيونال فوتبول تيمز (الإنجليزية)
- إلدوربك سويونوف على موقع Soccerway.com (الإنجليزية)